# دختران بزرگ گریه نمی‌کنند (ترانه فرگی)
"دختران بزرگ گریه نمی‌کنند" (به انگلیسی: Big Girls Don't Cry) یک ترانه از خواننده آمریکایی فرگی است که در اولین آلبوم استودیویی وی به نام د دوشس قرار داشت. این ترانه توسط فرگی و توبی گد سروده شد و به عنوان چهارمین تک‌آهنگش از آن آلبوم در ۱۹ ژانویه ۲۰۰۸ عرضه شد. این ترانه دارای موسیقی هیپ هاپ و موسیقی شهری است.
این ترانه در ۱۰۰ آهنگ داغ بیلبورد اول شد همچنین ۳٫۵ میلیون نسخه در آمریکا فروش رفت و به مدت پنجاه هفته در چارت آمریکا قرار داشت. همچنین در کانادا نیز در چارت اول شد و به مدت پنجاه و سه هفته در چارت باقی ماند و در کشورهای دانمارک، ایرلند، نیوزلند، نروژ و استرالیا نیز در چارت به شماره اول رسید. همچنین در کشورهای هلند، سوئد، سوییس، فرانسه و مجارستان در چارت جزو ده ترانه اول قرار داشت.